# Ørsta
Ørsta est une kommune de Norvège. Elle est située dans le comté de Møre og Romsdal et comptait 10 163 habitants en 2008.

## Liens externes

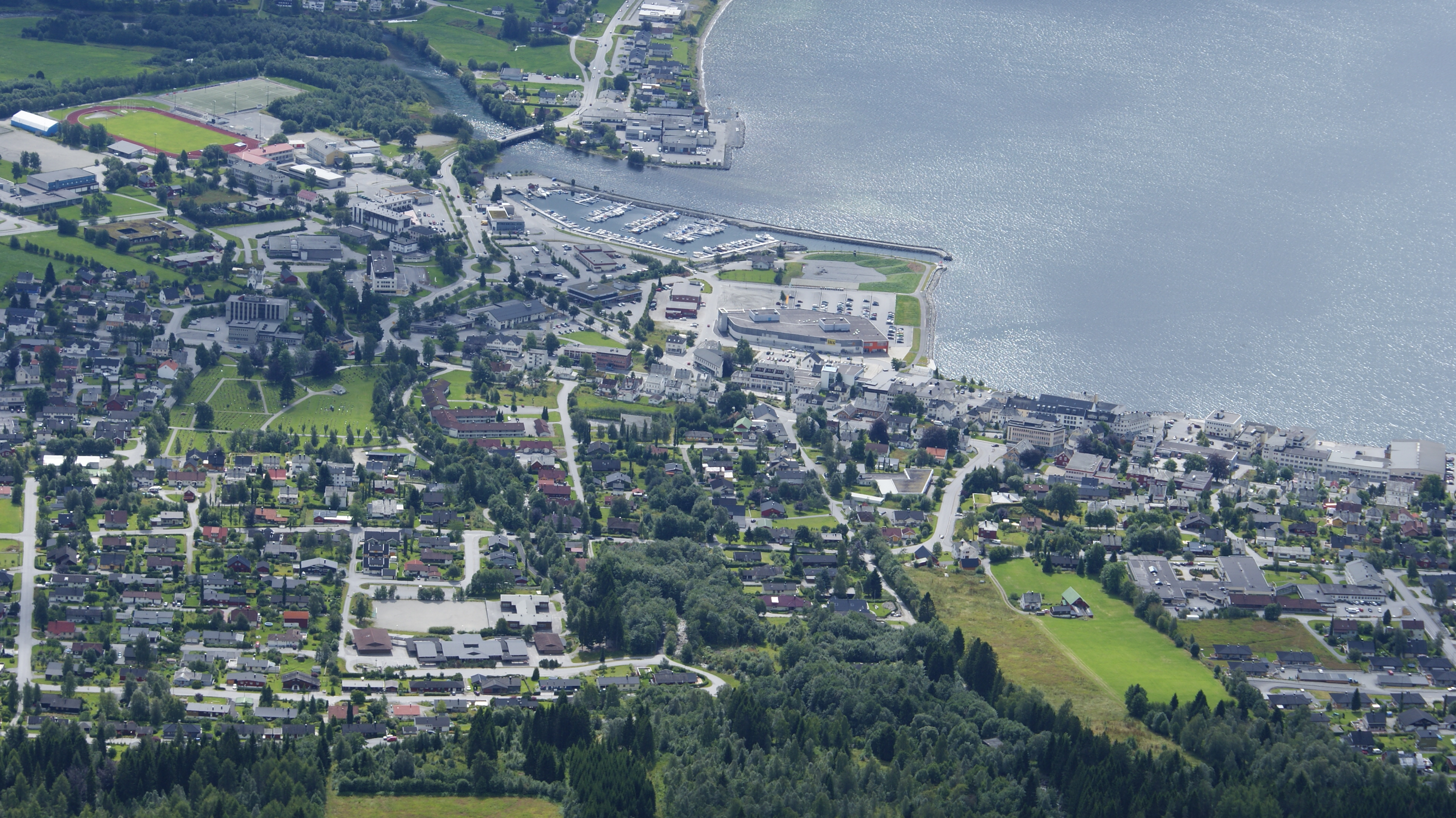
Vue aérienne de Ørsta.